# Kathia Nobili
Kathia Nobili (Praga, 30 de enero de 1984) es una actriz pornográfica checa. Inició sus actividades en la industria pornográfica en 2007, a los 23 años de edad. En 2007, con el nombre artístico de Cathy Campbell, protagonizó la película Cheek Freaks 5, dirigida por el actor y director pornográfico Jazz Duro, que fue nominada en 2009 a los Premios AVN, en la categoría de "mejor producción sexual extranjera", (en inglés: Best foreign all sex release).